# ファルワーニーヤ
ファルワーニーヤ（アラビア語: الفروانية、Al Farwaniyah）は、クウェートの地区（公式には地域）。ファルワーニーヤ県の県庁所在地である。ファルワーニーヤ地区の面積は約4.7平方キロメートル、人口は約28万人（2018年推定）。近隣のJleeb Al-Shuyoukh、Khaitanの2地区を含めたファルワーニーヤ都市圏の人口は約90万人となり、国内ではハワッリー都市圏に次いで多い。
1940年代の街はالدوغةと呼ばれ、主に石膏職人が住んでいた。1962年、سرور بن فروانにちなみファルワーニーヤへ改称された。1988年にアースィマ県から分立したファルワーニーヤ県の県都となった。